# ۱۰۵۳ (میلادی)
۱۰۵۳ (میلادی) هزار و پنجاه و سومین سال تقویم میلادی است.

## درگذشتگان
- ۱۵ آوریل - گادوین، ارل وسکس

‎